# علم اللغة الحيوي

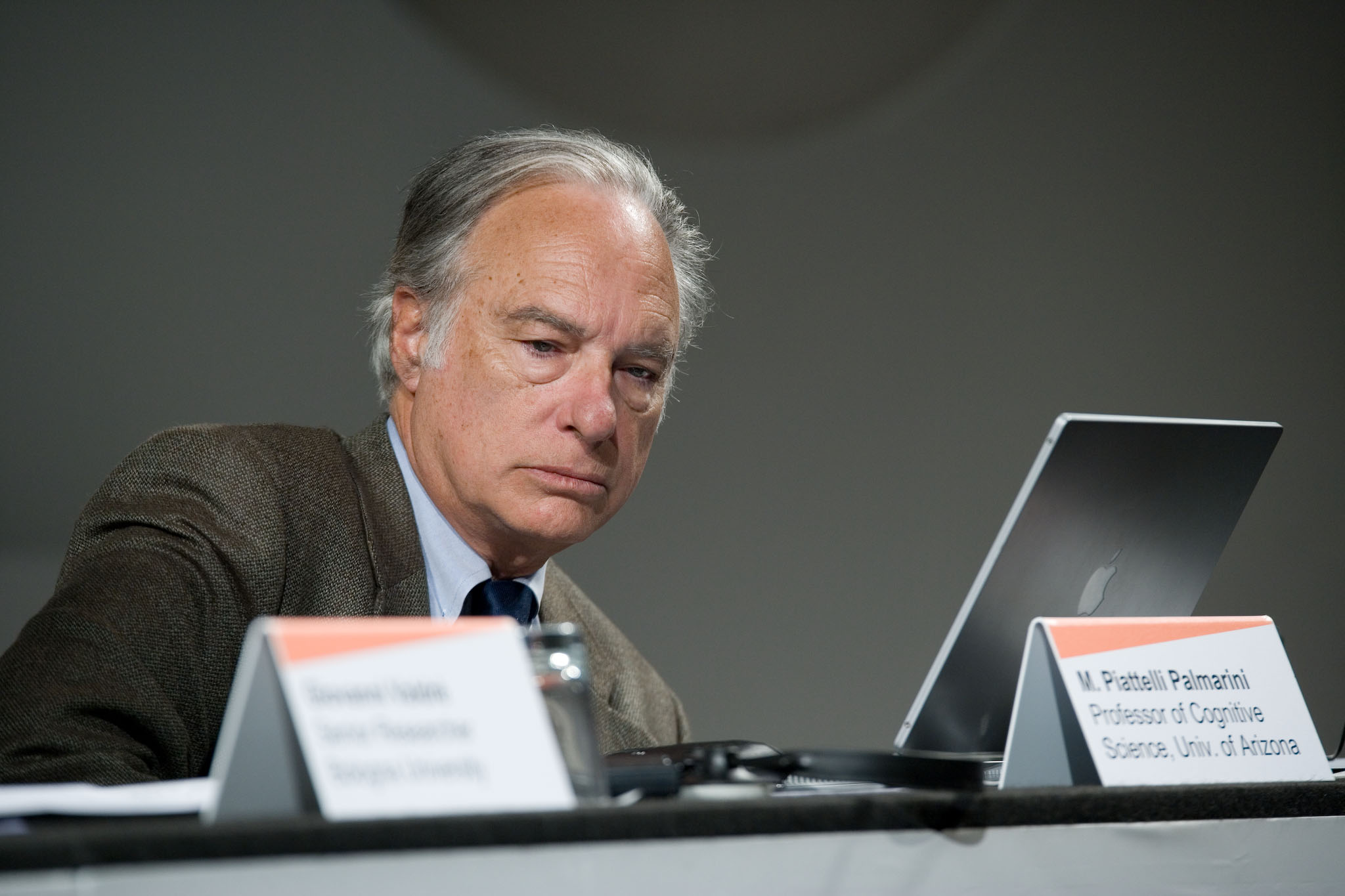
ماسيمو بياتيللي بالماريني

يدرس علم اللغة الحيوي اللغة من منظور بيولوجي. أطلقت عليه هذه التسمية من قبل ماسيمو بياتيللي بالماريني في الاجتماع الدولي في معهد ماساتشوستس للتكنولوجيا عام 1971، علم اللغة الحيوي هو حقل متنوع التخصصات بشكل كبير، تتضمن دراساته علم اللغة وعلم الأحياء وعلم الأعصاب وعلم النفس والرياضيات وغيرها. باحتضانه العلوم الطبيعية، يسعى علم اللغة الحيوي إلى إيجاد إطار يساعدنا على فهم أساسيات القدرة اللغوية. يُعتقد أن أصل علم اللغة الحيوي أو المؤسسة اللغوية البيولوجية أو المنهج اللغوي البيولوجي يرجع إلى أعمال نعوم تشومسكي وإيريك لينيبيرغ التي بدأت في خمسينيات القرن الماضي ردًا على النموذج السلوكي المهيمن حينها. في أساسه، يتحدى علم اللغة الحيوي الرؤية التي مفادها أن اكتساب اللغة عند البشر سلوك يعتمد على التفاعلات والترابطات من نمط محفز-استجابة. ناهض تشومسكي ولينيبيرج تلك الرؤية ودافعا عن وجود معرفة فطرية باللغة. اقترح تشومسكي في ستينيات القرن العشرين جهاز اكتساب اللغة بوصفه أداة مفترضة لاكتساب اللغة لا يملكها إلا الإنسان. وبشكل مشابه، صاغ لينيبيرغ (1967) فرضية الفترة الحرجة، وفكرتها الرئيسة أن اكتساب اللغة عملية مقيدة بيولوجيًا. اعتبرت هذه الأعمال باكورة نشوء الفكر اللغوي الحيوي، وكان ذلك بداية التغيير في النموذج الفكري لدراسة اللغة. 

## الأصول
ألهمت الداروينية الكثير من الباحثين لدراسة اللغة، وبالتحديد تطور اللغة، من الجانب البيولوجي بشكل أساسي. كان اللغوي الألماني أوغست شَيلورر الرائد الذي مثّل علم اللغة الحيوي، إذ ناقش تطور اللغة اعتمادًا على نظرية التطور لداروين. كان يُعتقد أن دراسة اللغويات نوع من العلوم التاريخية وذلك نتيجة لتأثير «جمعية اللسانيات في باريس»، كانت التكهنات حول أصل اللغة أمرًا غير مسموح به. ولذلك، بالكاد قدم أي لغوي بارز كتابات حول أصل اللغة، باستثناء اللغوي الأمريكي هوغو شوشارت. صاغ ماسيمو بياتيللي بالماريني مصطلح «علم اللغة الحيوي» في اجتماع دولي عام 1971 في معهد ماساتشوستس للتكنولوجيا، ونظم أول مؤتمرٍ لعلم اللغة الحيوي عام 1974، جمع فيه علماء الأحياء التطوريين وعلماء الأعصاب واللغويين وغيرهم من المهتمين بدراسة تطور اللغة عند الإنسان وأصلها. في عام 1975، عُقد مؤتمر أكاديمية نيويورك، ثم نُشرت الكثير من الأعمال حول أصل اللغة. في عام 1997، احتُفل بالذكرى الأربعين لقواعد النحو التحويلي التوليدي، وكتب لايل جنكينز مقالة بعنوان «علم اللغة الحيوي: تطور البنية وتطور اللغة». إلى جانب النص الاستهلالي الذي كتبه يورياجيريكا في عام 1998، جدد هذان العملان الاهتمام بعلم اللغة الحيوي، وحفّزا الكثير من اللغويين لدراسة علم اللغة الحيوي مع زملائهم من التخصصات القريبة. شدد جينكنز ويورياجيريكا على أهمية دراسة ظهور القدرة اللغوية عند الإنسان.

## وصلات خارجية
- Biolinguistics Journal